# Kania Górka (Pomerania Occidental)
Kania Górka [pronunciación en polaco: /ˈkaɲa ˈɡurka/] (en alemán: Kannenwinkel) es un asentamiento en el distrito administrativo de Gmina Ostrowice, dentro del Distrito de Drawsko, Voivodato de Pomerania Occidental, en el noroeste de Polonia. Se encuentra aproximadamente 11 kilómetros al este de Ostrowice, 26 kilómetros al noreste de Drawsko Pomorskie, y 107 kilómetros al este de la capital regional, Szczecin.
Hasta 1945 el área era parte de Alemania. Para la historia de la región, véase Historia de Pomerania.